# Antonio Saura
Antonio Saura, född 22 september 1930 i Huesca, död 22 juli 1998 i Cuenca, var en spansk konstnär och författare.
Antonio Saura var en av den spanska efterkrigstidens mest uppmärksammade konstnärer. Hans arbeten karaktäriseras av figurativa målningar, teckningar och grafik i ett expressivt uttryck i dialog med den spanska konsthistoriens gamla mästare som Francisco de Goya. Bland motiven finns korsfästelsescener, folkmassor, präster och hundar, det sistnämnda motivet med förebild i en målning av Goya i Pradomuseet i Madrid.
Under början av 1950-talet vistades Saura i Paris där han kom i kontakt med surrealistgruppen. Han tog dock främst intryck av den abstrakte målaren Simon Hantaï.
Antonio Saura var med om att bilda konstnärsgruppen El Paso ("Steget") i Madrid 1957. Under en period på 1950-talet arbetade han i svartvitt men tog senare upp färgen men höll sig till en dämpad färgskala i vitt, svart, ockra och umbra.
Antonio Sauras verk visades på en utställning på Malmö Konsthall 1997. Saura är i Sverige representerad på Göteborgs konstmuseum och Moderna museet i Stockholm.